# BRIT Awards
BRIT Awards (nebo zkráceně BRITs) je každoroční udílení cen britské populární hudby. Název je zkrácenina od „British“ (britský). Historicky první udílení proběhlo v roce 1977, v současné době je vyhlašována celkem ve 13 kategoriích.
- 2016 Brit Awards se konalo 24. února 2016 a byl to 36. ročník udílení cen britského hudebního průmyslu. Slavnostní udílení cen se konalo v O2 Areně v Londýně a bylo prezentované Ant & Dec třikrát. Nominace byly zveřejněné 14. ledna 2016. Britský módní návrhář Pam Hogg navrhl jako trofej pro tento ceremoniál sošku BRIT.[1]

## Vítězové jednotlivých ročníků

### 2021
41. vyhlašování BRIT Awards proběhlo 11. května 2021 v londýnské O2 Aréně.
- British Male Solo Artist (nejlepší mužský výkon): J Hus
- British Female Solo Artist (nejlepší ženský výkon): Dua Lipa
- British Group (nejlepší skupina): Little Mix
- British Breakthrough Act (objev roku): Arlo Parks
- Critics' Choice Award (cena kritiků): Griff
- British Album of the Year: Dua Lipa – Future Nostalgia
- British Single of the Year (nejlepší singl): Harry Styles – "Watermelon Sugar"
- International Male Solo Artist (nejlepší mužský zahraniční výkon): The Weeknd
- International Female Solo Artist (nejlepší ženský zahraniční výkon): Billie Eilish
- International Group (nejlepší skupinový zahraniční výkon): Haim
- BRITs Icon Award (britská ikona všech dob): Taylor Swift

### 2020
40. vyhlašování BRIT Awards proběhlo 18. února 2020 v londýnské O2 Aréně.
- British Male Solo Artist (nejlepší mužský výkon): Stormzy
- British Female Solo Artist (nejlepší ženský výkon): Mabel
- British Group (nejlepší skupina): Foals
- British Breakthrough Act (objev roku): Lewis Capaldi
- Critics' Choice Award (cena kritiků): Celeste
- MasterCard British Album of the Year: Dave – Psychodrama
- British Single of the Year (nejlepší singl): Lewis Capaldi – "Someone You Loved"
- International Male Solo Artist (nejlepší mužský zahraniční výkon): Tyler, the Creator
- International Female Solo Artist (nejlepší ženský zahraniční výkon): Billie Eilish
- British Producer of the Year (britský producent): Fred Again

### 2019
39. vyhlašování BRIT Awards proběhlo 20. února 2019 v londýnské O2 Aréně.
- British Male Solo Artist (nejlepší mužský výkon): George Ezra
- British Female Solo Artist (nejlepší ženský výkon): Jorja Smith
- British Group (nejlepší skupina): The 1975
- International Group (nejlepší zahraniční skupina): The Carters
- British Breakthrough Act (objev roku): Tom Walker
- Critics' Choice Award (cena kritiků): Sam Fender
- MasterCard British Album of the Year: The 1975 – A Brief Inquiry into Online Relationships
- British Single of the Year (nejlepší singl): Calvin Harris a Dua Lipa – "One Kiss"
- International Male Solo Artist (nejlepší mužský zahraniční výkon): Drake
- International Female Solo Artist (nejlepší ženský zahraniční výkon): Ariana Grande
- British Video (britský videoklip): Little Mix ft. Nicki Minaj – "Woman Like Me"
- BRITs Global Success (britský globální úspěch): Ed Sheeran
- British Producer of the Year (britský producent): Calvin Harris
- Outstanding Contribution to Music (celoživotní hudební přínos): Pink

### 2018
38. vyhlašování BRIT Awards proběhlo 21. února 2018 v londýnské O2 Aréně.
- British Male Solo Artist (nejlepší mužský výkon): Stormzy
- British Female Solo Artist (nejlepší ženský výkon): Dua Lipa
- British Group (nejlepší skupina): Gorillaz
- International Group (nejlepší zahraniční skupina): Foo Fighters
- British Breakthrough Act (objev roku): Dua Lipa
- Critics' Choice Award (cena kritiků): Jorja Smith
- MasterCard British Album of the Year: Stormzy – Gang sings & prayer
- British Single of the Year (nejlepší singl): Rag'n'Bone Man – "Human"
- International Male Solo Artist (nejlepší mužský zahraniční výkon): Kendrick Lamar
- International Female Solo Artist (nejlepší ženský zahraniční výkon): Lorde
- British Video (britský videoklip): Harry Styles – "Sign of the Times"
- BRITs Global Success (britský globální úspěch): Ed Sheeran
- British Producer of the Year (britský producent): Steve Mac

### 2017
37. vyhlašování BRIT Awards proběhlo 22. února 2017 v londýnské O2 Aréně.
- British Male Solo Artist (nejlepší mužský výkon): David Bowie
- British Female Solo Artist (nejlepší ženský výkon): Emeli Sandé
- British Group (nejlepší skupina): The 1975
- International Group (nejlepší zahraniční skupina): A Tribe Called Quest
- British Breakthrough Act (objev roku): Rag'n'Bone Man
- Critics' Choice Award (cena kritiků): Rag'n'Bone Man
- MasterCard British Album of the Year: David Bowie – Blackstar
- British Single of the Year (nejlepší singl): Little Mix – "Shout Out to My Ex"
- International Male Solo Artist (nejlepší mužský zahraniční výkon): Drake
- International Female Solo Artist (nejlepší ženský zahraniční výkon): Beyoncé
- British Video (britský videoklip): One Direction – "History"
- BRITs Global Success (britský globální úspěch): Adele
- BRITs Icon Award (britská ikona všech dob): Robbie Williams

### 2016
36. vyhlašování BRIT Awards proběhlo 24. února 2016 v londýnské O2 Aréně.
- British Male Solo Artist (nejlepší mužský výkon): James Bay
- British Female Solo Artist (nejlepší ženský výkon): Adele
- British Group (nejlepší skupina): Coldplay
- British Single of the Year (nejlepší singl): Adele – Hello
- British Breakthrough Act (objev roku): Catfish and the Bottlemen
- International Male Solo Artist (nejlepší mužský zahraniční výkon): Justin Bieber
- International Female Solo Artist (nejlepší ženský zahraniční výkon): Björk
- International Group (nejlepší zahraniční skupina): Tame Impala
- Critic's Choice (cena kritiků): Jack Garratt
- British Video (britský videoklip): One Direction – Drag Me Down
- BRITs Global Success (britský globální úspěch): Adele
- MasterCard British Album of the Year:Adele – 25
- British Producer of the Year (britský producent): Charlie Andrew
- BRITs Icon Award (britská ikona všech dob): David Bowie

### 2015
35. vyhlašování BRIT Awards proběhlo 25. února 2015 v londýnské O2 Aréně.
- British Male Solo Artist (nejlepší mužský výkon): Ed Sheeran
- British Female Solo Artist (nejlepší ženský výkon): Paloma Faith
- British Group (nejlepší skupina): Royal Blood
- British Single of the Year (nejlepší singl): Bruno Mars – Uptown Funk
- British Breakthrough Act (objev roku): Sam Smith
- International Male Solo Artist (nejlepší mužský zahraniční výkon): Pharrell Williams
- International Female Solo Artist (nejlepší ženský zahraniční výkon): Taylor Swift
- International Group (nejlepší zahraniční skupina): Foo Fighters
- Critic's Choice (cena kritiků): James Bay
- British Video (britský videoklip): One Direction – You & I
- BRITs Global Success (britský globální úspěch): Sam Smith
- MasterCard British Album of the Year:Ed Sheeran – X
- British Producer of the Year (britský producent): Paul Epworth

### 2014
34. vyhlašování BRIT Awards proběhlo 19. února 2014 v londýnské O2 Aréně.
- British Male Solo Artist (nejlepší mužský výkon): David Bowie
- British Female Solo Artist (nejlepší ženský výkon): Ellie Goulding
- British Group (nejlepší skupina): Arctic Monkeys
- British Album (nejlepší album): Arctic Monkeys – AM
- British Single of the Year (nejlepší singl): Rudimental ft. Ella Eyre - Waiting All Night
- British Breakthrough Act (objev roku): Bastille
- International Male Solo Artist (nejlepší mužský zahraniční výkon): Bruno Mars
- International Female Solo Artist (nejlepší ženský zahraniční výkon): Lorde
- International Group (nejlepší zahraniční skupina): Daft Punk
- Critic's Choice (cena kritiků): Sam Smith
- British Producer of the Year (britský producent): Flood a Alan Moulder
- British Video (britský videoklip): One Direction – Best Song Ever
- BRITs Global Success (britský globální úspěch): One Direction

### 2013
33. vyhlašování BRIT Awards proběhlo 20. února 2013 v londýnské O2 Aréně.
- British Male Solo Artist (nejlepší mužský výkon): Ben Howard
- British Female Solo Artist (nejlepší ženský výkon): Emeli Sandé
- British Group (nejlepší skupina): Mumford & Sons
- British Album (nejlepší album): Emeli Sandé – Our Version of Event
- British Single of the Year (nejlepší singl): Adele – Skyfall
- British Breakthrough Act (objev roku): Ben Howard
- International Male Solo Artist (nejlepší mužský zahraniční výkon): Frank Ocean
- International Female Solo Artist (nejlepší ženský zahraniční výkon): Lana Del Rey
- International Group (nejlepší zahraniční skupina): The Black Keys
- Critic's Choice (cena kritiků): Tom Odell
- British Producer of the Year (britský producent): Paul Epworth
- Best Live Act (nejlepší živý akt): Coldplay
- BRITs Global Success (britský globální úspěch): One Direction

### 2012
32. vyhlašování BRIT Awards proběhlo 21. února 2012 v londýnské O2 Aréně.
- British Male Solo Artist (nejlepší mužský výkon): Ed Sheeran
- British Female Solo Artist (nejlepší ženský výkon): Adele
- British Group (nejlepší skupina): Coldplay
- British Album (nejlepší album): Adele – 21
- British Single Shortlist (nejlepší singl): One Direction – What Makes You Beautiful
- British Breakthrough Act (objev roku): Ed Sheeran
- International Male Solo Artist (nejlepší mužský zahraniční výkon): Bruno Mars
- International Female Solo Artist (nejlepší ženský zahraniční výkon): Rihanna
- International Group (nejlepší zahraniční skupina): Foo Fighters
- International Breakthrough (zahraniční objev roku): Lana Del Rey
- Critic's Choice (cena kritiků): Emeli Sandé
- British Producer (britský producent): Ethan Johns

### 2011
31. vyhlašování BRIT Awards proběhlo 15. února 2011 v londýnské O2 Aréně.
- British Male Solo Artist (nejlepší mužský výkon): Plan B
- British Female Solo Artist (nejlepší ženský výkon): Laura Marling
- British Group (nejlepší skupina): Take That
- British Album (nejlepší album): Mumford & Sons – Sigh No More
- British Single Shortlist (nejlepší singl): Tinie Tempah – Pass Out
- British Breakthrough Act (objev roku): Tinie Tempah
- International Male Solo Artist (nejlepší mužský zahraniční výkon): Cee Lo Green
- International Female Solo Artist (nejlepší ženský zahraniční výkon): Rihanna
- International Group(nejlepší zahraniční skupina): Arcade Fire
- International Breakthrough (zahraniční objev roku): Justin Bieber
- Critic's Choice (cena kritiků): Jessie J

### 2010
30. vyhlašování BRIT Awards proběhlo 16. února 2010 v londýnské hale Earls Court Exhibition Centre
- British Male Solo Artist (nejlepší mužský výkon): Dizzee Rascal
- British Female Solo Artist (nejlepší ženský výkon): Lily Allenová
- British Group (nejlepší skupina): Kasabian
- British Album (nejlepší album): Florence and the Machine – Lungs
- British Single Shortlist (nejlepší singl): JLS – Beat Again
- British Breakthrough Act (objev roku): JLS
- International Male Solo Artist (nejlepší mužský zahraniční výkon): Jay-Z
- International Female Solo Artist (nejlepší ženský zahraniční výkon): Lady Gaga
- International Album (nejlepší zahraniční album): Lady Gaga – The Fame
- International Breakthrough (zahraniční objev roku): Lady Gaga
- Critic's Choice (cena kritiků): Ellie Goulding
- Outstanding Contribution to Music (celoživotní hudební přínos): Robbie Williams

### 2009
29. vyhlašování BRIT Awards proběhlo 18. února 2009 v londýnské hale Earls Court Exhibition Centre
- British Male Solo Artist (nejlepší mužský výkon): Paul Weller
- British Female Solo Artist (nejlepší ženský výkon): Duffy
- British Group (nejlepší skupina): Elbow
- British Album (nejlepší album): Duffy – Rockferry
- British Single Shortlist (nejlepší singl): Girls Aloud – The Promise
- British Breakthrough Act (objev roku): Duffy
- British Live Act (nejlepší koncertní skupina): Iron Maiden
- International Male Solo Artist (nejlepší mužský zahraniční výkon): Kanye West
- International Female Solo Artist (nejlepší ženský zahraniční výkon): Katy Perry
- International Group (nejlepší zahraniční skupina): Kings of Leon
- International Album (nejlepší zahraniční album): Kings of Leon – Only by the Night
- Critic's Choice (cena kritiků): Florence and the Machine
- Outstanding Contribution to Music (celoživotní hudební přínos): Pet Shop Boys
- Producer's Award (producentská cena): Bernard Butler za alum Duffy – Rockferry

### 2008
28. vyhlašování BRIT Awards proběhlo 20. února 2008 v londýnské hale Earls Court Exhibition Centre
- British Male Solo Artist (nejlepší mužský výkon): Mark Ronson
- British Female Solo Artist (nejlepší ženský výkon): Kate Nash
- British Group (nejlepší skupina): Arctic Monkeys
- British Album (nejlepší album): Arctic Monkeys – Favourite Worst Nightmare
- British Single Shortlist (nejlepší singl): Take That – Shine
- British Breakthrough Act (objev roku): Mika
- British Live Act (nejlepší koncertní skupina): Take That
- International Male Solo Artist (nejlepší mužský zahraniční výkon): Kanye West
- International Female Solo Artist (nejlepší ženský zahraniční výkon): Kylie Minogue
- International Group (nejlepší zahraniční skupina): Foo Fighters
- International Album (nejlepší zahraniční album): Foo Fighters – Echoes, Silence, Patience & Grace
- Critic's Choice (cena kritiků): Adele
- Outstanding Contribution to Music (celoživotní hudební přínos): Sir Paul McCartney

### 2007
27. vyhlašování BRIT Awards proběhlo 14. února 2007 v londýnské hale Earls Court Exhibition Centre
- British Male Solo Artist (nejlepší mužský výkon): James Morrison
- British Female Solo Artist (nejlepší ženský výkon): Amy Winehouse
- British Group (nejlepší skupina): Arctic Monkeys
- British Album (nejlepší album): Arctic Monkeys – Whatever People Say I Am, That's What I'm Not
- British Single Shortlist (nejlepší singl): Take That – Patience
- British Breakthrough Act (objev roku): The Fratellis
- British Live Act (nejlepší koncertní skupina): Muse
- International Male Solo Artist (nejlepší mužský zahraniční výkon): Justin Timberlake
- International Female Solo Artist (nejlepší ženský zahraniční výkon): Nelly Furtado
- International Group (nejlepší zahraniční skupina): The Killers
- International Album (nejlepší zahraniční album): The Killers – Sam's Town
- International Breakthrough Act (mezinárodní objev roku): Orson
- Outstanding Contribution to Music (celoživotní hudební přínos): Oasis

### 2006
26. vyhlašování BRIT Awards proběhlo 15. února 2006 v londýnské hale Earls Court Exhibition Centre
- British Male Solo Artist (nejlepší mužský výkon): James Blunt
- British Female Solo Artist (nejlepší ženský výkon): KT Tunstall
- British Group (nejlepší skupina): Kaiser Chiefs
- British Album (nejlepší album): Coldplay – X&Y
- British Single Shortlist (nejlepší singl): Coldplay – Speed of Sound
- British Breakthrough Act (objev roku): Arctic Monkeys
- Best British Urban Act: Lemar
- Best British Rock Act (nejlepší rockový výkon): Kaiser Chiefs
- British Live Act (nejlepší koncertní skupina): Kaiser Chiefs
- Best Pop Act (nejlepší popový výkon): James Blunt
- International Male Solo Artist (nejlepší mužský zahraniční výkon): Kanye West
- International Female Solo Artist (nejlepší ženský zahraniční výkon): Madonna
- International Group (nejlepší zahraniční skupina): Green Day
- International Album (nejlepší zahraniční album): Green Day – American Idiot
- International Breakthrough Act (mezinárodní objev roku): Jack Johnson
- Outstanding Contribution to Music (celoživotní hudební přínos): Paul Weller